# Roi d'Égypte
Le titre de roi d’Égypte est porté par les souverains arabes égyptiens de 1922 à 1953, date d'abolition de la monarchie dans le pays.

## Origine
Méhémet Ali, un général d'origine albanaise, est envoyé par le sultan ottoman pour reconquérir l'Égypte occupée par l'armée française de Bonaparte. Après la retraite de l'armée française, défaite par les Anglais, qui laisse l'Égypte aux mains des Ottomans, une guerre civile tripartite éclate entre l'armée turque ottomane, les Mamelouks (également d'origine turque) d'Égypte et les mercenaires albanais. Le général Méhémet Ali s'en sort victorieux et est reconnu par le sultan ottoman Sélim III comme wali (gouverneur de province) d'Égypte en 1805.
Constatant l'affaiblissement des Ottomans, Méhémet Ali exprime ses ambitions : « Je sais très bien que l'Empire (ottoman) est à son déclin... Sur ses ruines je vais construire un vaste royaume... jusqu'aux fleuves Euphrate et Tigre. »
À l'apogée de leur puissance, Méhémet Ali et son fils Ibrahim Pacha semblent pouvoir mettre fin à l'Empire ottoman lors des deux guerres égypto-ottomanes (1831-1833 et 1839-1841). Mais les grandes puissances interviennent et empêchent les Égyptiens d'arriver jusqu'à Istanbul. Cependant, Méhémet Ali réussit à s'emparer du Soudan et ses successeurs ont pu y consolider et étendre leur territoire.
Malgré ces exploits, Méhémet Ali et ses successeurs ne sont considérés que comme des walis (gouverneurs de province) puis khédive (seigneur) de l'Empire ottoman. Ce n'est qu'en 1914, sous la tutelle du Royaume-Uni, qu'un membre de cette dynastie se proclame sultan, affirmant ainsi son indépendance vis-à-vis de l'Empire ottoman.

## Lignées et règles de succession
Selon la loi turque, le successeur doit être l'homme le plus âgé parmi les frères, fils et petits-fils du défunt. En 1866 Ismaïl Pacha, par ses riches présents à la cour ottomane, réussit à obtenir une dérogation pour l'Égypte, et depuis lors le fils aîné y devient l'héritier prioritaire. Ismaïl Pacha étant le fils d'Ibrahim Pacha, lui-même fils adoptif de Méhémet Ali, ce changement marque la fin de la descendance de Méhémet Ali Pacha en lignée patriarcale à la tête du pays.

## Liste des monarques d'Égypte (1805-1953)

### Gouverneurs, auto-proclamés vice-rois (1805-1867)
De 1805 à 1867 l'Égypte reste théoriquement une province ottomane, elle est de facto indépendante, les gouverneurs (walis) se donnant le titre de vice-roi (khédive).
- Méhémet Ali (9 juillet 1805 - 1er septembre 1848)
- Ibrahim Pacha (règne comme wali pendant l'incapacité de son père Méhémet Ali) (1er septembre 1848 - 10 novembre 1848)
- Abbas Ier (10 novembre 1848 - 13 juillet 1854)
- Saïd Pacha (13 juillet 1854 - 18 janvier 1863), fils de Méhémet Ali
- Ismaïl Pacha (18 janvier 1863 - 8 juin 1867), fils de Ibrahim Pacha

### Khédives (1867-1914)
Le 8 juin 1867, le sultan ottoman Abdülaziz reconnait formellement Ismaïl en tant que khédive, un titre plus important que vizir mais inférieur au calife (en arabe khalifa, ici dans le sens de vice-roi).
- Ismaïl Pacha (8 juin 1867 - 26 juin 1879)
- Tawfiq Pacha (26 juin 1879 - 7 janvier 1892), fils du précédent
- Abbas II (8 janvier 1892 - 19 décembre 1914), fils du précédent

### Sultans (1914-1922)
| Portrait      | Nom                                               | Règne       | Notes |
| ------------- | ------------------------------------------------- | ----------- | --- |
| Hussein Kamal | Hussein Kamal (21 novembre 1853 – 9 octobre 1917) | 1914 – 1917 | Fils d'Ismaïl Pacha et de Nour Felek. Après avoir renversé son neveu, les Britanniques établissent un protectorat et Hussein Kamal prend le titre de sultan d'Égypte. |
| Fouad Ier     | Fouad Ier (26 mars 1868 – 28 avril 1936)          | 1917 – 1922 | Fils d'Ismaïl Pacha et de Ferial. Il succède à son demi-frère en 1917 comme sultan jusqu'en 1922 où il devient le premier roi d'Égypte.                               |

### Rois (1922-1953)
| Portrait  | Nom                                      | Règne       | Notes |
| --------- | ---------------------------------------- | ----------- | --- |
| Fouad Ier | Fouad Ier (26 mars 1868 – 28 avril 1936) | 1922 – 1936 | Sultan dès 1917, il devient, après la fin du protectorat britannique le 28 février 1922, le premier roi d'Égypte le 15 mars suivant. |
|           | Farouk (11 février 1922 – 18 mars 1965)  | 1936 – 1952 | Fils de Fouad Ier et de Nazli Sabri. Le 23 juillet 1952, il est renversé par un coup d'État militaire organisé par Mohammed Naguib et Gamal Abdel Nasser. Il abdique le 26 juillet et part en exil.                                                                        |
|           | Fouad II (né le 16 janvier 1952)         | 1952 – 1953 | Fils de Farouk et de Narriman Sadek, il accède formellement au trône après l'abdication de son père alors qu'il n'a que six mois mais suit ses parents en exil. Moins d'un an plus tard, le 18 juin 1953, la monarchie est abolie et la République d'Égypte est proclamée. |

## Abolition de la monarchie
Le règne de Farouk est caractérisé par un mécontentement nationaliste croissant en raison du contrôle britannique, la corruption et l'incompétence royale, et la défaite de la guerre israélo-arabe de 1948-1949. La combinaison de tous ces facteurs affaiblit la position du roi et mène à la révolution égyptienne de 1952. Farouk est forcé d'abdiquer en faveur de son fils nouveau-né Ahmed Fouad qui devient Fouad II, alors que l'administration du pays passe dans les mains du Mouvement des officiers libres dirigé par Mohammed Naguib et Gamal Abdel Nasser. Moins d'un an plus tard, le 18 juin 1953, la monarchie est abolie par les révolutionnaires qui proclament la république. Ainsi prend fin le règne de la dynastie fondée par Méhémet Ali.